# Drašći Vrh
 Drašći Vrh  falu Horvátországban Zágráb megyében. Közigazgatásilag Zsumberkhez tartozik.

## Fekvése
Zágrábtól 40 km-re délnyugatra községközpontjától Kostanjevactól 6 km-re északra a Zsumberki-hegységben fekszik.

## Története
Az 1830-as urbárium szerint 8 háza és 79 lakosa volt. 
1857-ben 89, 1910-ben 167 lakosa volt. Trianon előtt Zágráb vármegye Jaskai járásához tartozott. 2011-ben 22 lakosa volt. Lakói mezőgazdasággal, állattenyésztéssel, szőlő- és gyümölcstermesztéssel foglalkoznak.

## Lakosság
| Lakosság változása | Lakosság változása | Lakosság változása | Lakosság változása | Lakosság változása | Lakosság változása | Lakosság változása | Lakosság változása | Lakosság változása | Lakosság változása | Lakosság változása | Lakosság változása | Lakosság változása | Lakosság változása | Lakosság változása | Lakosság változása |
| ------------------ | ------------------ | ------------------ | ------------------ | ------------------ | ------------------ | ------------------ | ------------------ | ------------------ | ------------------ | ------------------ | ------------------ | ------------------ | ------------------ | ------------------ | ------------------ |
| 1857               | 1869               | 1880               | 1890               | 1900               | 1910               | 1921               | 1931               | 1948               | 1953               | 1961               | 1971               | 1981               | 1991               | 2001               | 2011               |
| 89                 | 118                | 132                | 156                | 159                | 167                | 140                | 151                | 130                | 117                | 119                | 101                | 72                 | 48                 | 25                 | 22                 |

## Híres emberek
Itt született Jozafat Bastašić 1942 és 1946 között Kőrös püspöke.

## Külső hivatkozások
- Žumberak község hivatalos oldala
- A Zsumberki közösség honlapja